# Chabudówka
Chabudówka – osada leśna w Polsce położona w województwie lubelskim, w powiecie janowskim, w gminie Potok Wielki.
W latach 1975–1998 miejscowość należała administracyjnie do województwa tarnobrzeskiego.